# Chansonnier de Palacio
Pour les articles homonymes, voir chansonnier.

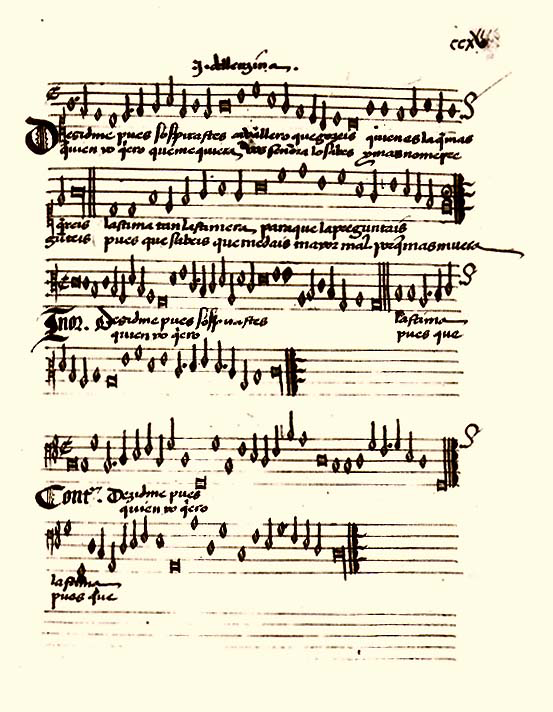
Feuillet du Chansonnier de Palacio

Le Chansonnier de Palacio (en espagnol : Cancionero de Palacio) , parfois appelé chansonnier de Barbieri (Cancionero de Barbieri) ou Cancionero Musical de Palacio (CMP), est un manuscrit de musique espagnole de la Renaissance. Sa rédaction s'étend sur une quarantaine d'années, du dernier tiers du XVe siècle au début du XVIe siècle, soit une période coïncidant avec le règne des Rois catholiques. Son nom vient du palais royal de Madrid (en espagnol Palacio Real), dans lequel il a été redécouvert en 1870 au sein des collections de la Bibliothèque royale, par Gregorio Cruzada Villaamil et Francisco Asenjo Barbieri, qui y exhumaient des codex de musique ancienne espagnole. Il est transcodé par Barbieri (d'où son nom) puis publié en 1890 sous le nom de Cancionero musical de los siglos XV y XVI (« Chansonnier musical des XVe et XVIe siècles »).